# Rebetiko
Rebetiko (från grekiska ρεμπέτικο), rebetika, rembetika, är en term som syftar på en sorts grekisk "stadsfolkmusik" som utvecklades under första hälften av 1900-talet, och som vanligtvis kännetecknas av en viss typ av sångtexter och av bruket av instrumentet bouzouki.

## Definition och etymologi
Ordet rebetiko används idag för att beteckna ursprungligen disparata former av grekisk "stadsfolkmusik" såsom den spelades bland grekisktalande befolkningar både på det grekiska fastlandet och i andra hamnstäder inom det Osmanska riket, samt bland grekiska invandrare i USA, från åtminstone början av 1900-talet om inte tidigare, och som kommit att grupperas tillsammans alltsedan musiken återupptäcktes och återuppväcktes från och med den senare delen av 1960-talet.
Rebetiko är en singularform av det vanligare ordet rebetika (grekiska ρεμπέτικο respektive ρεμπέτικα), ibland återgivet som "rembetiko/rembetika" eftersom det moderna grekiska skriftspråket saknar en enkel bokstav för "b"-ljudet så att"b"-ljudet återges med bokstäverna för "m" och "p". Den grekiska bokstaven "β" ("beta") uttalas numera som "v".
Ordet rebetiko är i sin tur en adjektivform av ordet "rebetis" (gr. ρεμπέτης), feminin form "rebetissa" (gr. ρεμπέτισσα), ett ord som betecknar en person som lever och beter sig enligt idealen i en subkultur som hade utvecklats hos greker i grekiska och vissa osmanska hamnstäder, troligtvis mot slutet av 1800-talet. I detta system av ideal ingick sätt att bete sig och klä sig, och föreställningar om rättskaffenhet, ärlighet och ära, som dock inte nödvändigtvis sammanföll med majoritetssamhällets normer och lagar. Dess etymologi har förblivit ett mysterium.

## Vad är rebetiko rent musikaliskt?

### Rebetikons musikaliska källor
Numera betraktad som en genre, utgör rebetikan rent musikaliskt en syntes, i varierande proportioner, av element från västeuropeisk musik, det grekiska fastlandets och de grekiska öarnas musik, grekisk kyrkosång, ibland kallad bysantinsk musik, och den osmanska konstmusikens modala traditioner.

### Melodik och harmonik
Således kan de allra flesta rebetikosångerna ses som baserade på en eller flera "dromos" (gr. δρόμος, pluralis δρόμοι) - ordet betyder "väg" på svenska - vars namn härstammar från de turkiska namnen for modalformerna som kallas maqam.
Dock har större delen av denna musikforms alster ackompanjerats av instrument som använder ackord, och har därmed harmoniserats på ett sätt som varken stämmer med konventionell västeuropeisk harmonik eller med osmansk konstmusik, som ju är en monofon musik som normalt inte harmoniseras. Dessutom har rebetikan kommit att spelas framförallt på instrument som är stämda enligt liksvävande temperatur vilket strider emot maqamsystemets betydligt mera komplexa system för hanteringen av det musikaliska tonförrådet.
Under tiden för den senare delen av rebetikons "revival" har det samtidigt skett ett ömsesidigt kulturellt närmande mellan yngre grekiska och turkiska musiker, som intresserat sig för varandras musik, ofta på gedigen högskolenivå. Detta har lett till en viss överbetoning på maqamaspekten i rebetikan, på bekostnad av en mera övergripande förståelse av denna genres sanna synkretiska natur. 
En ansenlig del av repertoaren som inspelades i Grekland fram till ungefär 1936, skilde sig ytterst lite rent musikaliskt från osmansk kafémusik, förutom i språkligt och "dialektmässigt" hänseende, även om texterna hade en helt annan historia att berätta. Denna del av repertoaren spelades nästan uteslutande på instrument som hörde den osmanska konstmusiken och kafémusiken till, såsom oud, kanonaki (turkiska kanun), violin, santouri (turkiska santur), tsimbalo (gr. τσίμπαλο) - egentligen samma instrument som den ungerska cimbalom -, politikí lyra (gr. πολιτικί λύρα), violoncello och klarinett.

### Taxim
En komponent i rebetiko som den har gemensamt med många musikformer inom den arabisk-turkiska kultursfären, är den rytmiskt obundna improvisationen inom en given dromos/maqam som kan förekomma som inledande "preludium", eller mitt under framförandet av en sång eller instrumentalstycke. Detta improvisationssätt kallas på grekiska "taxim" eller "taximi", efter det arabiska ordet som vanligtvis återges med latinska bokstäver som "taqsim".

### Rytmer i rebetiko
Rebetikans rytmer - de allra flesta sångerna utgår ifrån dansrytmer - är baserade på ett fåtal danser med ursprung i Mindre Asien och de grekiska öarna och fastlandet. Vanligaste är zeibekikon (gr. ζεϊμπέκικο) i dess olika varianter, alla i 9/4 eller 9/8 takt, med underbeteckningar som aptaliko och kamilieriko, så gott som alltid en solodans, och hasapikon (gr. χασάπικο), i 2/4 takt, som är föregångare till det som senare kallades syrtaki (gr. συρτάκι) och som blev emblematisk för grekisk kultur för miljoner icke-greker p.g.a. filmen Zorba the Greek. Även den snabbare 2/4 dansen serviko eller hasaposerviko (gr. σέρβικο, χασαποσέρβικο) förekommer, företrädesvis i instrumentala låtar. Karsilamas (gr. καρσιλαμάς), en annan 9-takts rytm till en pardans, tsifteteli (gr. τσιφτετέλι), ofta måhända felaktigt kallad "magdans", och syrtos (gr. συρτός), en panhellenisk ringdans, är ganska ofta förekommande.

## Musikinstrument i rebetikan
Rebetikans kärninstrument, från trettiotalet framåt, har varit bouzouki, baglamas och gitarr. 

### Bouzoukin
Instrumentet som kom att känneteckna rebetikomusiken från och med mitten av 1930-talet var bouzoukin, ett instrument som förefaller ha varit tämligen obekant för flyktingarna från Mindre Asien, men som hade varit känt i Grekland under det namnet åtminstone så tidigt som 1835. Den danske konstnären Martinus Rörbye var på resande fot i bland annat Italien och Grekland, när han gjorde en teckning av ateljén hos den ende instrumentbyggaren i den tidens Atén, Leonidas Gailas. Rörby kallade honom för bouzoukimakare, fast med italiensk stavning: "fabriccatore di bossuchi". Med bouzoukins framfart trängdes de orientaliska instrumenten långsamt bort från scenen i Grekland, dock inte bland grekiska invandrare i USA (se nedan).
Även om vi således vet om bouzoukins existens under det namnet sedan 1835, vet vi inte hur länge den hade varit associerad med det som vi kommit att kalla rebetikomusik. Instrumentet omnämndes i sångtexter på grammofonskivor flera år innan det fick själv ta plats i en studio. Det spelades in kommersiellt för första gången inte i Grekland, men i USA, år 1926, och det var i det landet som den första skivan spelades in där bouzoukin tilldelades en solistisk roll, i New York, år 1929. Det dröjde ytterligare tre år innan det första riktiga bouzoukisolot spelades in av Ioannis Halikias, även det i New York, januari 1932.
Några månader före Halikias epokgörande inspelning i New York hade bouzoukin släppts in i en grekisk studio för allra första gången, i händerna på Thanassis Manetas (1870-efter 1948). I oktober 1931, i sällskap med Yiannis Livaditis på cimbalom, ackompanjerade han sångaren Konstantinos Masselos, "Nouros", på en sång, och en sångare med öknamn Spahanis, på två sånger. Dessa inspelningar har förblivit nästan okända - idag finns bara ett känt exemplar kvar av var och en av dessa två skivor.
Ett år senare, i oktober 1932, gjorde Markos Vamvakaris sina första inspelningar med bouzouki, i kölvattnet av framgången som Halikias inspelning rönte i Grekland. Vamvakaris inspelningar blev den egentliga början på bouzoukins inspelningskarriär i Grekland, och denna karriär fortsätter ännu idag.

### Övriga instrument
Bouzoukin, som framgått ovan, gjorde inte sin entré på inspelningsscenen förrän rebetikosånger funnits på skiva i ungefär ett decennium. Många fler instrument har använts vid olika tidpunkter inom rebetikon, som tzouras, mandolin, mandola, laouto, oud, kanonaki, santouri, tsimbalo, eller cimbalom, tambourine, violin, cello, dragsel, piano, kretensisk lyra, politiki (konstantinopel) lyra, och zilia. ett slags små fingercymbaler. I en del äldre inspelningar hörs ljudet av klirrande glas. Detta kommer av när ett radband (gr. κομπολόι) dras över ett räfflat dryckesglas. Detta, som ursprungligen varit ett enkelt, spontant och effektivt rytminstrument, antagligen typisk för teké- och tavernamiljöerna, har sedan funnit sin väg in i studion.

## Sångtexter i rebetiko
Det är framförallt det tematiska innehållet i rebetikosångernas texter som har kommit att definiera genren. Som en del andra subkulturella musikformer förknippade framförallt med städer, som blues, fado och tango, växte rebetikasångerna fram ur omständigheterna och livsvillkoren i vissa städers fattigare skikt, varför de ofta innehåller referenser till livsstilar som kunde utvecklas inom subkulturer präglade av fattigdom, kriminalitet och exil i olika former. Ämnen som fattigdom, våld och kriminalitet, alkohol och andra droger, och prostitution, samsas med ämnen som kärlek, döden, modern, exil, krig, armélivet, sjölivet, arbete, sjukdom (ofta tbc) och diverse andra mera vardagliga teman, av både mer eller mindre lycklig eller olycklig karaktär. 
Referenserna till droger, framförallt till hasch, men även till kokain och heroin, har tenderat att överbetonas av mera romantiska skribenter; och sångerna har fått en egen beteckning som "hasiklidika" (gr χασικλίδικα). Dock utgör dessa sånger högst 7% av rebetikans sångskatt, och de utmärker sig inte på något sätt i musikaliskt hänseende.

## Sociala attityder till rebetiko
Även om rebetikan ursprungligen förknippades med lägre sociala skikt, nådde den så småningom acceptans hos resten av samhället, framförallt under perioden efter andra världskriget och det grekiska inbördeskriget. Detta skedde dock på bekostnad av ett påtagligt bortslipande av dess ruggiga kanter, på gränsen till att göra den oigenkännlig. När genren nästan (betonas bör, att den aldrig försvann helt från den populära scenen) bortglömts, och många av dess ursprungliga portalfigurer var antingen döda eller mer eller mindre bortglömda, blev den åter uppmärksammad fr o m 1960-talet och blev föremål för en "revival", för att uppnå mycket popularitet, särskilt hos den yngre medelklassen. Detta gav även tillfälle för ett tiotal av "veteranerna" från förkrigstidens rebetika att avnjuta en "andra karriär".

## Rebetikans historia
Rebetikans tidigaste ursprung är höljt i dunkel, och dokumentationen från före inspelningseran är nästan obefintlig. 

### Fram till 1922
Man har antagit att rebetikon tillkom främst i kuststäderna i Grekland och Mindre Asien, framförallt Pireus, Thessaloniki, Hermoupolis (huvudstad på ön Syros), Smyrna (gr. Σμύρνη, turk. Izmir), och Konstantinopel/Istanbul (gr. Κωνσταντινούπολης). Det var då, företrädesvis i städernas tavernor, ouzerier, och de så kallade tekedes (gr. τεκέ, pl. τεκέδες) där hasch röktes i vattenpipor (gr. ναργιλέ), samt i fängelserna, som den tidigaste formen antas ha fötts, åtminstone enligt Elias Petropoulos, som var en av de första som ägnade sig åt att skriva om ämnet i större omfattning, men vars arbeten tenderar tyvärr att präglas av generaliseringar, romantiseringar och uppenbara faktafel, och saknar genomgående källförteckningar.
Det är dock väldokumenterat vilken betydelse staden Ermoupolis hade under mitten av 1800-talet, då det var den viktigaste grekiska staden, för att så småningom förlora i betydelse som hamnstad till förmån för Pireus, mot seklets slut. Staden Ermoupolis blev en knutpunkt för bland annat musiker från många delar av den grekiska kultursfären, inklusive Mindre Asien; betydelsen av detta för åtminstone en av rebetikans portalfigurer, Markos Vamvakaris, framgår tydligt i hans självbiografi. 
Likväl fanns sedan århundraden livliga grekiska befolkningar i Smyrna och Konstantinopel som levde inom det osmanska riket på dess villkor. Detta innebar både gemensamma musikaliska erfarenheter, särskilt inom konstmusiken, och egna musikaliska repertoarer som skilde sig markant från det turkisk-osmanska, och kunde snarare inneha markanta italienska drag, till exempel, med bruk av mandoliner, gitarrer och stämsång i terser och sexter. Musikerna som senare kom till fastlandet i samband med händelserna som utspelades fram till 1923 (se nedan) var således ofta musikaliskt tvåspråkiga, hemma både i det orientaliskt-osmanska modala språket och i det europeiska tonspråket, låt vara med en tydlig grekisk prägel.

### Efter 1922
Dessa tvenne musikaliska beståndsdelar interagerade med de omvälvande sociala och politiska processerna som följde med det osmanska rikets långsamma dalande och dess slutliga sönderfall efter de balkanska krigen och första världskrigets slut. Greker hade börjat fly, eller flytta, till det grekiska fastlandet under 1900-talets första två decennier, på grund av den ökande oron och faran, men situationen kulminerade år 1922. Den grekiska armén hade då försökte tränga in i Anatolien i ett försök att återerövra det som betraktades av många, ibland andra premiärministern Eleftherios Venizelos (gr. Ελευθέριος Βενιζέλος, 1864–1936), som delar av Grekland, enligt den "stora idén" (gr. Μεγάλη Ιδέα). Även om grekerna hade av de segrande allierade, efter krigsslutet, fått formellt stöd att inta staden Smyrna, detta tilltag saknade stöd av de allierade, och inne i Anatolien, på väg mot Ankara, överraskades den grekiska armén och tillbakavisades av det kraftiga motståndet från ungturkarnas armé. De flydde hals över huvud till kusten, till staden Smyrna, som länge varit till karaktären kosmopolitisk, tämligen europeisk, där turkarna befann sig i minoritet bland greker, armenier, judar och diverse européer. Staden sattes i brand, och det blev en massiv humanitär katastrof där tusentals människor fick sätta livet till, medan allierade skepp låg utanför och såg på, utan att komma till människornas räddning . Det är fortfarande osäkert hur branden uppstod, men episoden har etsat sig fast i grekiskt minne som "katastrofen". 
I efterföljden av dessa skeenden signerades den s.k. Lausannefreden i januari 1923, som bland annat innehöll en överenskommelse om tvångsförflyttningen av den kristna befolkningen i Turkiet till Grekland, med vissa undantag, och likaså en tvångsförflyttning av den muslimska befolkningen i Grekland (cirka 300 000 människor) till Turkiet. I och med detta fick Grekland totalt sett cirka 1 1/2 miljoner flyktingar, människor som hade levt i sekler i Anatolien, som de betraktade som sitt hemland. En hel del av dessa människor var turkisktalande, och till och med skrev turkiska med det grekiska alfabetet.
Det är denna omvälvande förflyttningsprocess som ligger till grund för rebetikans historiska utveckling. De enorma flyktingmassorna placerades dels i städerna, dels i byar i norra Grekland, många av vilka hade tömts på sina muslimska bybor. Bland flyktingarna från Mindre Asien som hamnade i städer som Pireus, både sådana som kom före och efter själva Smyrnakatastrofen, fanns en hel del kunniga musiker som hade levt och arbetat inom den osmanska kulturen både som "greker" och som "osmaner", och som bar med sig tvenne musikaliska kultursfärer, dels den osmanska, dels den europeiska. De bar med sig även sina instrument, och under decenniet som följde mötte de de lokala musikerna, som spelade en betydligt mindre sofistikerad musik. När den grekiska inspelningsverksamheten började på allvar under mitten av 1920-talet, pådriven av de stora dåtida skivbolagen, var det initialt, när det gäller just det som vi kallar rebetika idag, den mera rent orientaliska stilen som spelades in i relativt stora mängder.

### 1930-talet, fram till andra världskriget
Den musiken som spelades inom lokalbefolkningens lägre skikt, företrädesvis på bouzouki och baglamas av sådana som Markos Vamvakaris och Giorgios Batis, (se nedan) betraktades med avsmak och förakt av etablissemanget, var definitivt inte rumsrent, och fick inte företräde till studion förrän tidigast 1931. Men trots att de musiker som blev studiochefer, kapellmästare och A&R-män på 1920- och 1930-talen var nästan uteslutande män med ursprung utanför den dåvarande Grekland, utvecklades så småningom ett fruktbart konstnärligt samarbete över dessa "kulturgränser", och rebetikomusiken som vi känner den idag började ta form.

#### Censuren under Metaxasdiktaturen
År 1936 etablerades en militärdiktatur i Grekland under General Ioannis Metaxas. Snart infördes censurlagar för bland annat musik. En hel del av textinnehållet i rebetikasånger betraktades nu som allt annat än rumsrent, och textförfattarna fick antingen ändra sina texter, eller så att säga skriva dem under självcensur, för att få den nödvändiga stämpeln. Denna censur drabbade däremot inte bouzoukimusiken eller bouzoukiinstrumentet i sig, tvärtemot en vanföreställning som framhållits av vissa författare. Samtidigt med textcensuren utfärdades rekommendationer, dock ej lagar, som syftade till att rensa ut det orientaliska inslaget från grekisk musik. Den så kallade anatoliska "amanes" (gr. αμανές, pl. αμανέδες), en typ av improviserad klagosång som var den kanske mest osmanskt präglade typen av musik i Grekland då, och som sjöngs nästan uteslutande av musiker som härstammade från Mindre Asien, förbjöds då på vissa radiostationer år 1938. Här var det inte texten, utan den rent musikaliska stilen, som var icke önskvärd. Referenser till droger och diverse kriminella aktiviteter, inklusive prostitution, försvann mer eller mindre från grekiska inspelningar efter censurens införande, dock inte från grekiska inspelningar gjorde i USA, där det däremot dröjde länge, tills efter slutet av andra världskriget, förrän själva bouzoukin intog en framstående plats.
I och med att axelmakterna ockuperade Grekland år 1941, blev det uppehåll i inspelningsverksamheten i Grekland fram till mitten av 1946. När den kom igång igen, var det en kort tid då censuren inte fungerade. Ett litet antal numera välkända sånger om hasch spelades in i juli det året, ofta i flera versioner, med olika sångare. Sedan slog censuren till igen, och fortsatte att gälla fram till att den upphävdes formellt 1981, dvs ytterligare några år efter att juntadiktaturen (1967-1974) hade fallit.

### Rebetikomusiken efter andra världskriget och det grekiska inbördeskriget
Under axelmakternas ockupation, som utgjorde en katastrof av ofattbara dimensioner för grekerna, dog bland andra många av förkrigstidens framstående musiker och sångare. Bland de som hade varit verksamma innan, men överlevde den tiden och fortsatte med sina musikaliska karriärer, fanns Vassilis Tsitsanis, Manolis Hiotis, Ioannis Papaioannou, Markos Vamvakaris, Stelios Keromitis, Apostolos Hatzihristos, Roza Eskenazi, Ioanna Georgakopoulou och Stratos Pagioumtzis. Även studiodirektörerna Spyros Peristeris och Dimitris Semsis kunde fortsätta. Det var framförallt de två förstnämnda av alla dessa som satte prägel på efterkrigstidens rebetikomusik, och bidrog till förändringar som så småningom nästan ledde till genrens försvinnande.
Vassilis Tsitsanis var en virtuos bouzoukispelare och mycket produktiv låtkompositör som hade inlett sin karriär redan 1936, och blev efter kriget en ledande personlighet. Han fortsatte nu att utveckla sin stil i nya riktningar, samtidigt som han lanserade flera nya sångare, såsom Stella Haskil, Sotiria Bellou, Marika Ninou och Prodromos Tsaousakis. Tsitsanis, som var bördig från staden Trikala på fastlandet, och hade ytterst litet att göra med musikstilarna från Mindre Asien, tenderade till ett mer och mer europeiskt tonspråk med en viss förkärlek för dur och moll, snarare än de gamla "dromoi", som musikaliskt språk. Han fortsatte att vara fullt aktiv, både på scen och som kompositör, fram till sin död 1984.
Manolis Hiotis, sex år yngre än Tsitsanis, var redan elegant och en till synes fullfjädrad bouzoukivirtuos, studioverksam, och med egenkomponerade sånger på skiva, när han var tonåring i slutet på trettiotalet. Likt Tsitsanis var Hiotis bördig från fastlandet, men han bar inom sig både de europeiska och anatoliska tonspråken, och var även virtuos på violin, oud och gitarr. Efter kriget var han möjligen den förste i Grekland att utnyttja elförstärkta instrument, som han köpte från besökande franska musiker. Nu tog hans musikalitet helt nya riktningar. Han skrev sånger med lättsammare känslostämningar än det som varit typiskt för rebetikosånger, och använde sig av latinska dansrytmer som mambon, och av slagverk, bas och trummor, som knappt hade använts i rebetikomusiken tidigare. År 1956 introducerade han en modifierad bouzouki med fyra strängpar i stället för de tre strängparen som hade varit standard så länge man känt till instrumentet. Han stämde dessa strängpar som gitarrens fyra översta strängar, fast en helton lägre. Nu kunde hans lekfulla virtuositet få ännu mera spelutrymme, eftersom denna stämning lämpade sig för snabba löpningar tvärs över strängarna på ett helt annat sätt än på det äldre instrumentet, även om det visst går att spela ytterst virtuost även på den tredubbelsträngade varianten. Hans snabba spelsätt blev nu stilbildande för kommande generationer av unga bouzoukispelare, vilket varit en besvikelse för en del som sett denna spelstil som billig uppvisning med mindre musikaliskt värde. 

### Rebetikomusikens död och pånyttfödelse
Tillsammans, ledde Tsitsanis och Hiotis utveckling till att rebetikomusiken under 1950-talet helt enkelt övergick i en populärmusikform som visserligen var bouzoukibaserad, men som nu nästan helt saknade rebetikomusikens karaktär. Denna musik kallades laïki mousiki (gr. λαΪκη μουσική), eller laïka, (gr. λαΪκα) ett namn som betyder folkets musik, och har en helt annan innebörd än beteckningen som används för den traditionella folkmusiken, "dimotika" (gr. δημοτικά), vilket egentligen betyder nästan samma sak, då både "laos" (gr. λάος) och "dimos" (gr. δήμος) betyder folket. 
1948 hade den unge kompositören och pianisten Manos Hadjidakis hållit ett föredrag då han chockerade medelklassen med det beröm han öste över rebetikomusiken. Alldeles i början på 1950-talet skrev han en solopianosvit som bestod i hans egna arrangemang av sex rebetikomelodier av fyra olika rebetikokompositörer, nämligen Tsitsanis, Hatzihristos, Mitsakis och Kaldaras. År 1960 använde Hadjidakis för första gången en bouzouki i sina inspelad verk, bland annat i musiken för filmen Aldrig På En söndag från det året. Samma år spelades det in tre versioner av Mikis Theodorakis tonsättning av diktcykeln Epitafios av Yannis Ritsos. I två av dess versioner användes bouzouki; i en av dem var det Hiotis och sin hustru Mary Linda som spelade och sjöng. Nu var bouzoukin hemma inte bara i populärmusiken men i det som kommit att kallas "entehno" (gr. ett något svåröversatt ord som närmast betyder "konstnärlig musik", en genre som skulle komma att växa stort under resten av 1900-talet.
Under andra hälften av 1950-talet bestämde sig även Tsitsanis att göra en "nysatsning" och samarbetade då med stjärnan inom laikamusiken Stelios Kazantzidis. Förutom ett antal nyskrivna låtar fick Kazantzidis även göra nytolkningar av Tsitsanis gamla låtar. Samarbetet mellan dessa två musikpersonligheter var förmodligen det enskilt mest betydelsefulla draget för spridningen av rebetikans musikstil och idiom under efterkrigsstiden. Stelios Kazantzidis sjöng och populariserade sådana klassiska rebetikolåtar som "Synnefiasmeni Kyriaki", "Mpakse tsifliki" och "Ta kavourakia". Dessa låtar, och många därtill, som var näst intill okända bland den breda allmänheten blev nu folkkära och eftertraktade. För Kazantzidis var detta också en sorts återgång till hans musikaliska rötter; han hade börjat sin karriär som en av de sista rebetikosångarna. 
Under 1960-talet, kanske som en reaktion mot förlusten av rebetikans tuffa drag i den tidens populärmusik, fortsatte man göra nya inspelningar av gamla rebetikosånger. Markos Vamvakaris, som var det mest produktive och stilbildande i genren under förkrigstiden, men vars karriär hade gått nästan helt i stå under andra hälften av 1950-talet och början av 1960-talet, började skriva nya sånger, ibland tillsammans med den ena sonen Stelios. Den mycket populäre sångaren Grigoris Bithikotsis gjorde nya inspelningar av Markos låtar, både gamla och nyskrivna. Markos själv spelade in dryga tjugotalet låtar under 1960-talet, trots att han var tämligen trött och sliten, och djupt besviken på hur publiken hade svikit honom. 
Vid den här tiden fanns ett gryende intresse för de gamla 78-varvsinspelningar; människor började samla på dem, bandinspelningar spreds från vän till vän. Människor som Elias Petropoulos, Panayiotis Kounadhis, Spyros Papaioannou, Kostas Hadjidoulis, och engelsmannen Charles Howard, började samla på skivor, fotografier, och berättelser från de gamla musikerna, deras släktingar och vänner. År 1968, mitt under diktaturen, publicerade Petropoulos, på egen bekostnad, sin första bok "Rebetika Tragoudia" (gr. Ρεμπέτικα Τραγούδια). Här hade han både skrivit egna texter i ett försök att klassificera sångerna efter tematiken, kompilerat en liten ordbok över rebetikans slanguttryck, och samlat ett stort antal sångtexter och bilder. Boken blev det första uppslagsverket över rebetikan, som har kommit ut i flera upplagor sedan dess. Denna första utgivning renderade Petropoulos flera månader i fängelse, och, påverkad av sina fängelseupplevelser, fortsatte han att utveckla sina egensinniga teorier och föreställningar om rebetikans natur i senare böcker. Dessa böcker fyllde en viktig funktion att väcka ett intresse för rebetikan på ett nytt sätt; däremot är de fyllda av spekulativa teorier, påståenden och mytbildningar, förutom en hel del grova faktafel, som dagens intresserad får akta sig för att förledas av. 
Från och med 1973 började den grekiska skivindustrin återutge en formlig flodvåg av 78-varvsinspelningar på LP. Redan det året, kort efter Markos Vamvakaris död, utkom hans "Afieroma" (gr. Αφιέρομα), på svenska "Tillägnan" det första albumet helt tillägnad en enda artist från den gamla tiden. 1975 började Hadjidoulis ge ut flera olika LP-serier. Samma år kom den första skivan med nyinspelningar av den första "revival"-ensemblen, en trio som kallade sig "Rebetiki Kompania" (gr. Ρεμπέτικη Κομπανία). De använde enbart bouzouki, baglamas och gitarr, spelade enbart akustiskt, och försökte hålla sig till den ursprungliga stilen. Sedan dess har denna pånyttfödelse bara fortsatt, och spridit sig till de stora stjärnorna, som ägnat sig åt mer eller mindre överdådiga produktioner med något liknande ambitioner - Giorgios Dalaras, Glykeria, och Eleni Arvanitaki för att nämna några få. Men det finns fortfarande de som anstränger sig att bibehålla den gamla stilen och tidskänslan.
Det är i samband med denna pånyttfödelse som rebetikan nått utanför den grekiska kultursfären till musikintresserade i övrig Europa, USA och Australien mm. Under tiden har forskning pågått, dels i Grekland och dels hos musikantropologer världen över, och den pågår alltjämt. Detta har även resulterat i en betydande CD-utgivning av digitalt remastrade 78-varvsinspelningar av rebetika i länder utanför Grekland. Således finns CD av gammal rebetika utgivna av både små och stora förlag i England, USA, och t o m i Sverige och Tyskland.

## Betydande rebetikosångare och musiker
Denna lista försöker ge en tämligen uttömmande förteckning över de musiker och sångare som var betydande inom rebetikon, huvudsakligen fram till 1950-talet. Listan täcker inte nutida musiker som ingår, vare sig centralt eller perifert, i rebetikans pånyttfödelse. Varje namn åtföljs av artistens huvudinstrument på inspelningar, och dennes/dennas huvudsakliga verksamhetsperiod(er) på skiva. Om inte annat anges var de primärt verksamma i Grekland, åtminstone beträffande inspelningar. Årtalen för födelse och död anges när sådana uppgifter finns.
- Rita Abatzi (Ρίτα Αμπατζή) (1903-1969) sångerska, förkrigstiden
- Marko Melkon Alemsherian (1895-1963) oud, sångare, förkrigstiden och efterkrigstiden (USA)
- Andonis Amiralis 'Papadzis' (Αντώνης Αμιράλης (Παπατζής)) (1896-1959) dragspel,  gitarr, förkrigstiden
- Coula Antonopoulou, aka Kyria Koula (Κούλα Αντωνοπούλου, (Κυρία Κούλα)) (1880-1954) sångerska, förkrigstiden (USA)
- Grigoris Asikis (Γρηγόρης Ασικής) (1890-1967) oud, sångare, kompositör, förkrigstiden
- Yiorgos Batis (Γιώργος Μπάτης) (1890-1967) sångare, baglamas, kompositör, förkrigstiden
- Sotiria Bellou (Σωτηρία Μπέλλου) (1921-1997) sångerska, gitarr, efterkrigstiden
- Grigoris Bithikotsis (Γρηγόρης Μπιθικώτσης) (1922-2005), sångare, kompositör, efterkrigstiden
- Kostas Bezos (Κωνσταντίνος 'Κωστας' Μπέζος) (1905-1943) sångare, gitarr, kompositör, förkrigstiden
- Andonis Diamantidis (Dalgas) (Αντώνης Διαμαντήδης (Νταλγκάς)) (1892-1945) sångare, gitarr, kompositör, förkrigstiden
- Loukas Daralas (Λούκας Νταράλας) (1927-1977) sångare, bouzouki, kompositör, efterkrigstiden
- Anestis Delias (Ανέστης Δελιάς) (1912-1944) sångare, bouzouki, kompositör, förkrigstiden
- Kostas 'Gus' Doussas (Κώστας Δούσας)  (?-?) sångare, gitarr, förkrigstiden (USA)
- Giannis Dragatzis (Oghdhondakis) (Γιάννης Δραγάτσης (Ογδοντάκης)) (1886-1958) violin, kompositör, förkrigstiden
- Roza Eskenazi (Ρόζα Εσκενάζυ) (c 1895-1980) sångerska (för- och efterkrigstiden)
- Marika Frantzeskopoulou aka Marika Politissa (Μαρίκα Φραντζεσκοπούλου (Μαρίκα Πολίτισσα)) (1898-?) sångerska, förkrigstiden
- Mikhalis Genitsaris (Μιχάλης Γενίτσαρης) (1917-2005) sångare, bouzouki, kompositör, för- och efterkrigstiden
- Ioanna Georgakopoulou (Ιωάννα Γεωργακοπούλου) (1922-2007) sångerska, för- och efterkrigstiden
- Dimitris Gongos (Bayenderas) (Δημήτρης Γκόγκος - Μπαγιαντέρας) (1903-1985) sångare, bouzouki, kompositör, för- och efterkrigstiden
- Ioannis Halikias aka Jack Gregory (Ιωάννης Χαλικιάς) (1898-1957) bouzouki, förkrigstiden (USA)
- Litsa Harma (Λίτσα Χάρμα) (1917-1978) sångerska, efterkrigstiden
- Tolis Harma (Τόλης Χάρμα) (1918-2008) sångare, kompositör, efterkrigstiden
- Stella Haskil (Στέλλα Χασκήλ) (1918-1954) sångerska, efterkrigstiden
- Apostolos Hatzihristos (Απόστολος Χατζηχρήστος) (1901-1959) sångare, bouzouki, kompositör, för- och efterkrigstiden
- Manolis Hiotis (Μανώλης Χιώτης) (1921-1970) sångare, bouzouki, gitarr, kompositör, för- och efterkrigstiden
- Anna Hrysafi (Άννα Χρυσάφη) (19??-?) sångerska, efterkrigstiden
- Stelios Hrysinis (Στέλιος Χρυσίνης) (1916-1970) sångare, gitarr, bouzouki, kompositör, för- och efterkrigstiden
- Georgios Katsaros (född Theologitis) (Γιώργος Κατσαρός (θεολογίτης)) (1888-1997) sångare, gitarr, för- och efterkrigstiden, (USA)
- Apostolos Kaldaras (Απόστολος Καλδάρας) (1922-1990) bouzouki, kompositör (efterkrigstiden)
- Stelios Keromitis (Στέλιος Κηρομύτης) (1903-1979) sångare, bouzouki, kompositör, för- och efterkrigstiden
- Kostas Karipis (Κώστας Καρίπης) (c 1890-1952) sångare, gitarr, kompositör, för- och efterkrigstiden
- Spyros Kalfopoulos (Σπύρος Καλφόπουλος) (1923-2006) sångare, bouzouki, kompositör, efterkrigstiden
- Kostas Kaplanis (Κώστας Καπλάνης) (1920-?) bouzouki, sångare, kompositör, efterkrigstiden
- Stelios Kazantzidis (Στέλιος Καζαντζίδης)(1931–2001) sångare, efterkrigstiden
- Marika Ninou (Μαρίκα Νίνου) (1918-1957) sångerska, efterkrigstiden
- Lambros Leondaridis (Λάμπρος Λεονταρίδης) (1898-1965) politikí lyra, för- och efterkrigstiden
- Thanassis Manetas (Θανάσης Μανέτας) (1870-cirka 1943) bouzouki
- Giorgos Mitsakis (Γιώργος Μητσάκης) (1921-1993) sångare, bouzouki, kompositör, efterkrigstiden
- Odysseas Moschonas (Οδυσσέας Μοσχονάς) (1910-1995) sångare, efterkrigstiden
- Giorgios Mouflouzelis (Γιώργος Μουφλουζέλης) (1910 or 1912-1991) sångare, baglamas, efterkrigstiden
- Stratos Pagioumtzis (Στράτος Παγιουμτζής) (1902-1971) sångare, för- och efterkrigstiden
- Angeliki Papazoglou (Αγγελική Παπάζογλου) (1899-1983) sångerska, för-war
- Vangelis Papazoglou (Βαγγέλης Παπάζογλου) (1896-1943) sångare, kompositör, förkrigstiden
- Marika Papagika (Μαρίκα Παπαγκίκα) (1890-1943) sångerska förkrigstiden, (USA)
- Ioannis Papaioannou (Γιάννης Παπαϊωάννου) (1914-1972) sångare, bouzouki, kompositör, för- och efterkrigstiden
- Stellakis Perpiniadis (Στελλάκης Περπινιάδης) (1899-1977) sångare, för- och efterkrigstiden
- Spyros Peristeris (Σπύρος Περιστέρης) (1900-1966) mandolin, mandola, gitarr, bouzouki, piano, kompositör, för- och efterkrigstiden
- Achilleas Poulos (Αχιλλέας Πούλος) (1893-1970) sångare, oud, förkrigstiden, (USA)
- Yangos Psamathianos, or Psamatyalis ( Γιάκγος Ψαμάθιανος (Ψαμάτιαλης)) (18??-19??) sångare, dragspel, förkrigstiden
- Kostas Roukounas (Κώστας Ρούκουνας) (1903-1984) sångare, gitarr, för- och efterkrigstiden
- Lambros Savvaïdis (Λάμπρος Σαββαϊδης) (c 1890-c 1965) kanonaki, för- och efterkrigstiden
- Dimitris Semsis (Δημήτρης Σέμσης) (c 1883-1950) violin, kompositör, för- och efterkrigstiden
- Kostas Skarvelis (Κώστας Σκαρβέλης) (1880-1942) gitarr, kompositör, förkrigstiden
- Rena Stamou (Ρένα Στάμου) (1933-) sångerska, efterkrigstiden
- Daizy Stavropoulou (Νταίζυ Σταυροπούλου) (1912?-1994) sångerska, för- och efterkrigstiden
- Dimitris 'Bebis' Stergiou (Δημήτρης 'Μπέμπης' Στεργίου) (1927-1972) bouzouki, kompositör, efterkrigstiden
- Giannis Tatasopoulos (Γιάννης Τατασόπουλος) (1928-2001) bouzouki, kompositör, poswar (USA)
- Agapios Tomboulis (Αγάπιος Τομπούλης) (c 1885-c 1965) oud, kompositör, för- och efterkrigstiden
- Panagiotis Toundas (Παναγιώτης Τούντας) (1886-1942) mandolin, kompositör, förkrigstiden
- Yovan Tsaous (real name: Giannis Eitziridis) (Γιοβάν Τσαούς (Γιάννης Εϊτζιρίδης ή Ετσειρίδης)) (1893-1942) sazi, baglamas, tambouri, kompositör, förkrigstiden
- Vassilis Tsitsanis (Βασίλης Τσιτσάνης) (1915-1984) sångare, bouzouki, kompositör, för- och efterkrigstiden
- Iordanis Tsomidis (Ιορδάνης Τσομίδης) (1933-2006) sångare, bouzouki, efterkrigstiden (Greece, USA & Holloch)
- Stavros Tzouanakos (Σταύρος Τζουανάκος) (1925-1974) sångare, efterkrigstiden (Greece & USA)
- Markos Vamvakaris (Μάρκος Βαμβακάρης) (1905-1972) sångare, bouzouki, kompositör, för- och efterkrigstiden
- Nikos Vrachnas (Νίκος Βράχνας) (c 1941-2004) sångare, bouzouki, efterkrigstiden

## Diskografi
Det finns en stor utgivning av rebetika på CD i Grekland. Dels kan denna vara svår att överblicka och dels händer det ofta att skivor inte stannar i lager särskilt länge och är därför svåra att hitta. Denna alfabetiskt ordnade diskografi återger framförallt utgivningar från övrig Europa och USA, vars fördelar är dels informativa texter på engelska och dels att de oftast inte är alltför svåra att få tag på.
- Apostolos Hadzichristos, A Unique Greek Voice, selected recordings 1937-1953, (4CD), JSP Records, 2012
- From Tambouras To Bouzouki, The History and Evolution of the Bouzouki & its First Recordings (1926-1932), Orpheumphonograph, (CD+bok), 2013.

- Great Voices of Constantinople 1927-1933, Rounder Records, 1997.
- Greek-Oriental Rebetica-Songs & Dances in the Asia Minor Style:The Golden Years, Arhoolie Records, 1991.
- Greek Rhapsody, Instrumental Music from Greece 1905-1956, (2CD+bok), Dust-To-Digital, 2013.
- Marika Papagika - Greek Popular and Rebetic Music in New York 1918-1929,  Alma Criolla Records, 1994.
- Markos Vamvakaris, Bouzouki Pioneer, 1932-1940, Rounder Records, 1998.
- Markos Vamvakaris, Master of Rembetika, Complete recordings 1932-1937 plus selected recordings 1938, (4CD), JSP Records, 2010.
- Mortika - Rare Vintage Recordings from a Greek Underworld, ARKO records, Uppsala, 2005. (CD och bok), även utgiven som dubbel-LP av Mississippi Records, 2009.
- Mourmourika: Songs of the Greek Underworld, Rounder Records, 1999.
- My Only Consolation: Classic Pireotic Rembetica 1932-1946, Rounder Records, 1999.
- Rembetica: Historic Urban Folk Songs From Greece, Rounder Records, 1992.
- Rembetika: Greek Music from the Underground, (4CD), JSP Records, 2006.
- Rembetika 2: More of the Secret History of Greece's Underground Music, (4CD), JSP Records, 2008.
- Rebetiki Istoria EMIAL-Lambropoulos, Athens 1975-76 - LP serie i sex volymer senare även utgiven på kassetter och CD.
- Roza Eskenazi - Rembetissa, Rounder Records, 1996.
- The Rough Guide to Rebetika, World Music Network, 2004.
- Vassilis Tsitsanis - All the pre-war recordings, 1936-1940 (5CD), JSP Records, 2008.
- Vassilis Tsitsanis - The Postwar Years 1946-1954, (4CD), JSP Records, 2009.
- Women of Rembetica, Rounder Records, 2000.
- Women of Rembetika, (4CD), JSP Records, 2012.